# Magister Negi Magi
Magister Negi Magi (jap. 魔法先生ネギま!, Mahō Sensei Negima!) ist eine abgeschlossene Manga-Serie des japanischen Zeichners Ken Akamatsu. Die Reihe wurde in mehreren Anime-OVAs, Fernsehserien und einem Kinofilm umgesetzt. Unter dem Titel Magister Negi Magi Negima!? erschien eine Neuinterpretation als Anime und Manga.
Erzählt wird die Geschichte des Magiers Negi, der an einer japanischen Mädchenschule Englisch unterrichten muss und seinen verschollenen Vater sucht. Das Werk lässt sich in die Genre Action, Comedy, Romantik, Drama und Ecchi einordnen.

## Handlung
Der 9-jährige (traditionelle Zählweise: 10 Jahre) Negi Springfield, ein Magier aus Wales, wird zum Abschluss seiner Ausbildung auf der Magier-Akademie mit einem besonderen Auftrag nach Japan geschickt: Er soll an einer Mädchenschule Englisch unterrichten. Nur nach erfolgreicher Durchführung dieser Aufgabe kann er ein Magister Magi (Meister der Magie) werden wie sein Vater. Dieser gilt als der berühmteste Magier der Welt und gilt seit zehn Jahren als verschollen. Negis stärkster Antrieb ist die Suche nach seinem Vater. In Japan angekommen, muss er sich mit 31 Mädchen im Alter von 13 bis 15 Jahren herumschlagen, die ihn zwar süß finden, aber zumindest zu Beginn wenig Respekt zeigen. Dazu kommt, dass er seine Magie verheimlichen muss, weil ihm sonst seitens der Magier eine empfindliche Strafe droht: die (zumindest zeitweise) Verwandlung in einen Hermelin. Trotz all seiner Bemühungen entdecken immer mehr Mädchen sein Geheimnis; allerdings findet er in ihnen Verbündete im Kampf gegen Feinde, die im Laufe der Geschichte auftauchen und ihm das Leben schwer machen.
Im Laufe der Geschichte schließt Negi mit mehreren Mädchen sogenannte Partnerschaften (Pactio), welche die Mädchen in die Lage versetzen, mit magischen Gegenständen (Artefakten) an seiner Seite zu kämpfen. Da der Pactio in diesem Fall durch einen magischen Zirkel und einen Kuss besiegelt wird, kommt es immer wieder zu Missverständnissen. Zudem besitzt die Klasse eine Vampirin mit dem Namen Evangeline, einen Roboter, einen Ninja mit dem Namen Kaede, eine Han'yō und einen Zeitreisenden vom Mars; lauter ungewöhnliche Schüler.
Die Handlung lässt sich grob in Abschnitte unterteilen:
Ankunft an der Mädchenschule (Kap. 1–15, Band 1+2)
Negi kommt in der Schule an und lernt seine Schülerinnen kennen. Es werden einige der Schülerinnen besonders eingeführt; das Hauptaugenmerk liegt auf der Entwicklung der Kameradschaft zwischen Negi und Asuna. Die schüchterne Nodoka verliebt sich in Negi.
Evangeline (Kap. 16–25, Band 3)
Eine seiner Schülerinnen entpuppt sich als Vampir und gefährliche Magierin, die es auf sein Blut abgesehen hat, um sich von einem Fluch zu befreien. Camo taucht auf und wird Negis Berater, das Pactio-System wird zum ersten Mal erwähnt, und Asuna wird Negis erste Partnerin.
Der Kyoto-Schulausflug (Kap. 26–53, Band 4–6)
Auf einem Schulausflug, den Negi für eine diplomatische Mission nutzen soll, bekommt er es mit einem stärkeren Feind zu tun. Im Mittelpunkt stehen neben Negi seine Schülerinnen Konoka und Setsuna, die sich aus früheren Zeiten in Kyoto kennen. Nodoka wird mutiger und gesteht Negi ihre Liebe (auch wenn der damit wenig anfangen kann). Im Verlauf der Geschichte werden Nodoka, Setsuna und Konoka ebenfalls Partnerinnen von Negi; außerdem beteiligen sich erstmals Asakura, Yue, Ku-Fei und Kaede an seinen Abenteuern. Kotaro wird eingeführt, und zwar erst einmal als Negis Gegner. Auch Fate Averruncus hat als Negis Gegner seinen ersten Auftritt.
Training / Graf Wilhelm (Kap. 54–71, Band 7–8)
Negi möchte stärker werden und gewinnt Ku-Fei und Evangeline als Trainer. Kotaro taucht auf und will ihn vor einem gefährlichen Feind warnen, einem Dämon, der sich als deutscher Graf tarnt. Schließlich kämpfen sie zum ersten Mal Seite an Seite. In diesem Abschnitt entwickelt sich das Kernteam um Negi heraus.
Das Mahora-Festival (Kap. 72–162, Band 9–18)
Das Schulfestival der Mahora-Schule enthält mehrere zum Teil parallel laufende Handlungsstränge.
- Negi hat Probleme, alle seine Schülerinnen bei ihren Aktionen zu besuchen. Unerwartete Abhilfe schafft Chao, die ihm aus heiterem Himmel eine Zeitmaschine zur Verfügung stellt. Das versetzt ihn in die Lage, jeden Tag des Festivals mehrmals zu erleben, inklusive der damit verbundenen Probleme.
- Ein eigentlich in seiner Bedeutung gesunkenes Kampfsport-Turnier gewinnt an Qualität, weil der neue Mäzen – Chao – ein Preisgeld von 10 Millionen Yen aussetzt. Unter den letzten 16 Kämpfern sind Negi, Kotaro und sechs der Schülerinnen. Das Turnier nimmt aufgrund der verwendeten Kampftechniken bizarre Züge an.
- Chao hat das Turnier nur inszeniert, um ihren Plan – die Existenz der Magie der Welt bekannt zu machen – voranzutreiben. Schließlich kommt es nach einigen überraschenden Wendungen in der Geschichte (bei denen die Zeitmaschine eine wesentliche Rolle spielt) zum großen Showdown zwischen ihr und Negi.

In diesem Abschnitt erweitert sich das Negi-Team um Haruna und Chisame, die inklusive Yue seine Partnerinnen werden.
Reise in die Magische Welt (Kap. 163–334, Band 18–36)
- Reise, Trennung und Wiedervereinigung (Kap. 163–220, Bd. 18–24)

Negi reist mit seinen Partnerinnen und weiteren Unterstützern unter dem Namen „Ala Alba“ (Weißer Flügel, in Anlehnung an die Gruppe seines Vaters, Ala Rubra, Roter Flügel) in die Magische Welt. Beim Übergang in die Magische Welt werden fünf weitere Schülerinnen (die von Negis Magie keine Ahnung haben) aus Versehen mitgezogen. Negi und sein Team geraten in einen Anschlag, verübt von Fate Averruncus und seiner Gruppe, der das Tor zur Magischen Welt zerstört, und Negis Team (inklusive der 5 Mädchen) wird über die ganze Magische Welt verstreut. Negi versucht, „seine“ Mädchen wieder zu sammeln. In einem Turnier muss er sich Geld erkämpfen, um drei der Mädchen aus der Sklaverei freikaufen zu können. Zugleich nutzt er das Turnier (er tritt unter dem Namen seines Vaters auf), um mit den Anderen Kontakt aufzunehmen und sie zum Finale in Ostia zu sammeln. Negi trainiert unter Anleitung Rakans, eines alten Freundes seines Vaters. Kazumi wird Negis achte Partnerin. Die über die ganze Welt verstreuten Mädchen kommen überraschend gut in der neuen Umgebung zurecht. Nach und nach sammeln sie sich zum Beginn des Finalturniers in Ostia.
- Ostia-Festival (Kap. 221–249, Band 24–27)

In Ostia beginnt ein Festival zu Ehren des Kriegsendes vor 20 Jahren. Vor Beginn des Turniers wird Negi zum ersten Mal seit dem Anschlag mit Fate konfrontiert. Zwar scheint Negis Team den Schlagabtausch zu gewinnen, allerdings hat Fate sein Ziel erreicht. Rakan erzählt die Geschichte von Ala Rubra. Kaede wird Negis neunte Partnerin.
Negi und Kotaro erreichen das Finalturnier, in dem sie unvermutet Rakan gegenüberstehen. Der epische Kampf endet mit einem Unentschieden.
- Nach dem Festival (Kap. 249–294, Band 28–32)

Rakan überlässt Negi das komplette Preisgeld, so dass er die drei Mädchen freikaufen kann.
Setsuna wird Partnerin von Konoka, die sich entschieden hat, ebenso wie Negi eine Magistra Magi zu werden.
Negi wird von Generalgouverneur Kurt Gödel angegriffen, der für eine gewisse Zeit Mitglied des Ala Rubra war und Negis Verdacht bestätigt, dass Prinzessin Arika Negis Mutter war. Nur mit Mühe kann Negi entkommen. Gödel lässt Negi und seinen Mädchen überraschend eine Einladung zum Gouverneursball zukommen. Zu Beginn des Balls werden Ku Fei und Chachamaru Negis zehnte und elfte Partnerin, und Kotaro, der sich entschlossen hat, ebenfalls Magister Magi zu werden, macht einen Pactio mit Natsumi.
Während des Balls zeigt sich die Gegenseite, deren Identität bisher eher nebelhaft war, und geht zum Angriff über. Ala Alba schlägt sich tapfer, allerdings gibt es große Verluste unter den Freunden, die sie in der magischen Welt gefunden haben. Endlich wieder vereint, machen sie sich schließlich auf den Weg in die Ruinen von Ostia, in denen sie noch fehlende Mitglieder und ein noch intaktes Magisches Tor vermuten. In Vorbereitung auf die kommenden schweren Kämpfe lässt sich Negi überreden, auch mit Yuna, Makie und Ako einen Pactio zu schließen („Je mehr Kampfkraft, desto besser“).
- Endkampf in der Magischen Welt (Kap. 295–334, Band 33–36)

Negi und sein Team dringen in die Basis des Gegners ein und werden in verschiedene Kämpfe verwickelt. Während dieser Kämpfe werden immer mehr Fragen beantwortet, die sich um Cosmo Entelecheia und Fate ranken. Noch bevor Ala Alba den Feind besiegen kann, beginnt die Zerstörung der Magischen Welt. Schließlich wird der Feind (der sich hinter Fate verborgen hat) zurückgeschlagen, und mit Hilfe des „Master Key“ kann die zwischenzeitlich gerettete Asuna die Magische Welt wiederherstellen.
Wieder in Mahora (Kap. 335–355, Band 37–38)
- Der Plan zur Rettung der Magischen Welt (Kap. 335–353, Band 37–38)

Die Magische Welt ist noch nicht endgültig gerettet, denn die eigentliche Katastrophe (das Versiegen der Magie) steht noch aus. Negi setzt alles daran, seinen großen, langfristigen Plan zu realisieren, und bekommt dabei Hilfe von Ayaka, der „Tochter aus reichem Hause“, und von Fate, der sich, nachdem er sich hat „überzeugen“ lassen, Negi angeschlossen hat. Derweil stellt sich heraus, dass Asuna voraussichtlich die nächsten 100 Jahre ohne ihre Freunde wird verbringen müssen, was unter den Mädchen zu heftigem Abschiedsschmerz führt. Um Negis Projekt (das Terraforming des Mars) umzusetzen, muss sie auf dem Mars für diese Zeit versiegelt werden. Nach 130 Jahren (Verzögerung aufgrund einer Rebellion auf dem Mars) kehrt sie in eine Welt zurück, in der all ihre Freunde gestorben sind. Mithilfe von Evangeline und Chao kehrt sie an den Zeitpunkt zurück, an dem sie abgereist ist, und trifft ihre Freunde wieder.
- Epilog (Kap. 354–355, Band 38)

Sieben Jahre später treffen sich die meisten Mitglieder von Ala Alba mit den Mitgliedern von Ala Rubra, der Gruppe um Negis Vater. Nagi Springfield weilt unter ihnen. In kurzen Absätzen wird die Zukunft der Mädchen geschildert. Das Manga endet damit, dass die Mädchen und Negi ein Klassentreffen der alten 3-A planen und sich dafür mit verschiedenen ehemaligen Mitgliedern in Verbindung setzen.

## Charaktere
Wo in der deutschen Übersetzung des Mangas die Namen von der bekannteren englischen Benennung (die auch im Anime verwendet wird) abweichen, sind diese Abweichungen in Klammern beigefügt.
Negi Springfield (ネギ・スプリングフィールド, Negi Supuringufīrudo)
Für einen Neunjährigen (traditionelle Zählweise: zehn Jahre) besitzt er eine äußerst starke Persönlichkeit und einen ausgeprägten Willen. Auch seine magischen Kräfte sind herausragend, so war er der Beste seines Jahrgangs an der Zauberschule. Er ist der Sohn des legendären „Tausendmeisters“, des einst mächtigsten Zauberers der Welt, der aber seit Jahren verschollen ist. Aufgrund seines Alters kann Negi mit den teilweise offen geäußerten Liebesbezeugungen seiner Schülerinnen wenig anfangen, versucht aber, ihnen als „englischer Gentleman“ zu begegnen. Im Laufe der Geschichte, stets auf der Suche nach seinem Vater, macht Negi einen geistigen Reifeprozess durch, wie man ihn von keinem Kind seines Alters für möglich hält. So trainiert er auch seine magischen Kräfte und wird als Kampfzauberer der Schüler mehrerer Meister wie Ku-Fei und Evangeline. Seine magischen Kräfte nehmen dabei rapid ein enormes Maß an, obwohl er noch nicht zu den stärksten der Magier gehört, wie sein Vater, Evangeline oder Ku:Nel. Später in der magischen Welt entscheidet er sich, um noch mehr Macht zu gewinnen, dafür, einen anderen Weg zu gehen als sein Vater – den Weg der Dunkelheit. Dies setzt durch Evangelines und Jacks Hilfe Kräfte in ihm frei, die er noch nie zuvor zu verwenden vermochte: die Magia Erebeia, eine Zauberkraft, die Negi dunkle Kräfte unvergleichlichen Maßes verleihen, ihn in eine Art dämonischen Zustand versetzen und von ihm am Ende der Geschichte gemeistert und seinen Geist von ihrer Verderbnis befreit, zur ultimativen Waffe wird.
Albert „Camo“ Camomille (アルベール・カモミール, Arubēru Kamomīru)
Er ist ein magischer Hermelin, der sprechen kann. Seit Negi ihn in den Bergen von Wales aus einer Falle gerettet hat, steht Camo in der Schuld des kleinen Zauberers. Er stellt sich Negi als Helfer zur Verfügung. Zum Beispiel ist es nur mit seiner Hilfe möglich, den Pactio (Partnerschaftsvertrag) zu schließen. Nach seiner Aussage gibt es verschiedene Möglichkeiten eines Pactio; er lässt aber nur den Kuss gelten, was die Sache für Negi und die Mädchen nicht einfacher macht… Er hat eine Schwäche für Zigaretten und Mädchen, weshalb er sich gut mit Ku:Nel versteht und von Asuna stets mit dem Spitznamen Porno-Wiesel angesprochen wird.

### Einige der Schülerinnen
Asuna Kagurazaka (神楽坂 明日菜, Kagurazaka Asuna, Schülerin #8)
Sie ist leicht in Aufruhr zu bringen, sehr sportlich, hat aber auch ein ziemlich schlechtes Gedächtnis. Asuna ist ein Waisenkind, möchte aber niemandem zur Last fallen; deshalb trägt sie regelmäßig Zeitungen aus, um das Schulgeld zahlen zu können. Da sie kleine Kinder absolut nicht ausstehen kann, ist sie schon bei ihrer ersten Begegnung mit Negi ziemlich genervt; sie ist in Herrn Takahata, ihren ehemaligen Klassenlehrer, verliebt. Mit der Zeit werden Negi und Asuna gute Freunde und sie wird seine erste Partnerin (Ministra Magi). Ihre Waffe ist das Ensis Exorcizan, ein Dämonen bannendes Schwert, das mal in Form eines riesigen, gefalteten Fächers (Harisen), mal in Form eines riesigen Schwertes erscheint. Zudem ist sie immun gegen Magie jeglicher Art. In der Klasse erfreut Asuna sich großer Beliebtheit. Als Zwielichtprinzessin der magischen Welt spielt sie am Ende der Geschichte die Schlüsselrolle, wenn es gilt das Ritual mit dem Great Grandmaster Key zu vollenden, das ultimative Böse wiederzuerwecken und letztendlich das von Fate und Dynamis, sowie ihrem Meister herbeigesehnte „Paradies“ zu erschaffen. Nach Akamatsus Aussage diente seine Ehefrau als Vorbild.
Konoka Konoe (近衛 木乃香, Konoe Konoka, Schülerin #13)
Konoka ist ein sehr fröhliches Mädchen, das mit Negi und Asuna zusammen ein Zimmer bewohnt. Durch ihr verständnisvolles Auftreten und ihren liebenswürdigen Charakter vermag sie es immer wieder zwischen den beiden als Vermittlerin zu agieren. Ursprünglich kommt sie aus Kyoto, wo sie im Tempel der Kansai-Magier-Gesellschaft, deren Oberhaupt ihr Vater ist, aufgewachsen ist. Außerdem ist sie die Enkelin des Direktors der Mahora-Schule. Konoka besitzt große magische Kräfte, von denen sie bislang nichts wusste, da man ihr diese beabsichtigt vorenthalten hat. Sie ist in der Lage, Verwundete zu heilen. Beim Versuch, Negis Leben zu retten, wird sie Negis vierte Partnerin. Nachdem sie ihre alte Freundin Setsuna Sakurazaki in der Schule wiedertraf, verbringen sie viel Zeit miteinander und die Freundschaft wächst.
Setsuna Sakurazaki (桜咲 刹那, Sakurazaki Setsuna, Schülerin #15)
Setsuna ist Schwertkämpferin und Mitglied der Shinmeiryuu-Schule (Ähnlichkeiten mit Motoko von Love Hina sind nicht zu verkennen). Sie sieht sich seit Kindesbeinen als Beschützerin von Konoka, besonders seit sie in einer traumatischen Situation Konoka nicht helfen konnte. In ihrem Versuch, die vermeintliche Schuld von damals zu begleichen, merkt sie lange nicht, dass zwischen Konoka und ihr eine Verbindung entstanden ist, die weit über die frühere Kinderfreundschaft hinausgeht. Dazu kommt, dass Setsuna ein Halbdämon (Han'yō) ist und befürchtet, nicht akzeptiert zu werden. Um Konoka aus einer schwierigen Situation zu retten, wird Setsuna Negis dritte Partnerin. Aus ihrer Freundschaft zu Konoka entwickelt sich im Manga bald mehr.
Nodoka Miyazaki (宮崎 のどか, Miyazaki Nodoka, Schülerin #27)
Die schüchterne Bibliothekarin hat eigentlich Angst vor Männern, doch der kleine Negi lässt ihr Herz höher schlagen. Sie mag es, von Büchern umgeben zu sein und sie zu sortieren. Ihre besten Freundinnen sind Yue Ayase und Haruna Saotome. Nodoka wird Negis zweite Partnerin. Ihr Artefakt erlaubt es ihr, die Gedanken von anderen zu lesen. Diese Fähigkeit hilft der Truppe in einigen Fällen aus der Klemme.
Yue Ayase (綾瀬 夕映, Ayase Yue, Schülerin #4)
Yue ist ein schrecklicher Faulpelz und hasst es zu lernen. Deshalb sind ihre Noten, obwohl sie im Grunde sogar klug ist, sehr schlecht. Yue ist wie ihre Freundinnen Nodoka und Haruna ein echter Bücherfreund und außerdem auch Mitglied im Bibliotheksclub. Als eines der Mädchen, die von Negis magischem Geheimnis wissen, lernt sie sehr fleißig Magie. Mittels des Pactio mit Negi erhält sie eine Art Anfänger-Set für junge Magier, bestehend aus einem Besen, einem Umhang, einem Hexenhut und einer sich selbst aktualisierenden Magier-Enzyklopädie. Yues philosophische Ader lässt sie zur Vordenkerin in Negis Truppe werden. Ihre besondere Vorliebe gilt gewagten Getränken wie Cola mit Grünem Tee. Als sie in der magischen Welt mit Amnesie strandet, wird sie ein Mitglied der Ariadne-Amazonenrittertruppe.
Haruna Saotome (早乙女 ハルナ, Saotome Haruna, Schülerin #14)
Haruna ist die dritte im Bunde der Bibliothekarinnen. Sie nimmt kein Blatt vor den Mund und bringt Nodoka und Yue mit ihren Bemerkungen über deren Verhältnis zu Negi immer wieder in Verlegenheit. Sie macht zunächst keinen Hehl daraus, dass sie den Pactio mit Negi nur schließt, weil sie an dem Artefakt (in ihrem Fall ein Zeichenblock, dessen Skizzen zum Leben erwachen) interessiert ist. Trotzdem reiht sie sich in Negis Truppe ein.
Evangeline Athanasia Kitty (Katherine) McDowell (エヴァンジェリン・A・K・マクダウェル, Evanjerin A. K. Makudaveru, Schülerin #26)
Eva ist das einzige Mädchen der Klasse, das eine europäische Herkunft aufweisen kann. Angeblich soll sie aus einer Adelsfamilie aus Großbritannien oder Irland stammen. Zu einem Vampir wurde sie mit 10, was zur Folge hatte, dass sie selbst heute, nach über 500 Jahren, immer noch wie ein kleines Mädchen aussieht. Um auch bei Tageslicht leben zu können, wurde sie zu einem Shinso, einem Vampir, der auch am Tag ohne Probleme existieren kann. Außerdem ist sie eine gefürchtete Magierin. Sie verwendet bevorzugt dunkle Magie und Eismagie, welche sie effizient gegen ihre Feinde einzusetzen weiß und wodurch sie im Vollbesitz ihrer Kräfte zu den mächtigsten aller Zauberer gehört und nur durch einen Trick von Nagi besiegt wurde. Tatsächlich ist es nicht einmal sicher, ob sie nicht sogar mächtiger ist, als er selbst, da er jene Herausforderung ihrerseits durch seine Falle und die Offenbarung, nur wenige Zauber zu kennen, ablehnte und sie auch Fates scheinbar unbezwingbaren Golem während seines ersten Erscheinens mit ihrem gewaltigen Eiszauber, der die Umgebung bis zum absoluten Nullpunkt gefror, problemlos vernichtete und den Jungen, dessen Mächte selbst schon viel größer sind als Negis, mit dem Eingeständnis, er könne es im Moment noch nicht mit ihr aufnehmen, in die Flucht zwang. Wegen ihrer Boshaftigkeit ist sie auch unter dem Namen ‚Dark Evangel’ bekannt. Obwohl ungewöhnlich für einen Magister Magi, besitzt sie 2 Ministra Magi; Chachazero, eine kleine Puppe, und Chachamaru, einen Roboter. Bevor sie ihre magischen Kräfte größtenteils verlor, war sie eine ausgezeichnete Puppenmeisterin. Eva ist eine der wenigen Charaktere, die Nagi Springfield, Negis Vater, bereits wirklich begegnet sind. Nachdem er sie gerettet hatte, verliebte sie sich in ihn und blieb stets an seiner Seite, bis es ihm schließlich gelang, sie abzuschütteln, indem er sie mit einem mächtigen Zauber, dem Infernus Scholasticus, verfluchte und sie damit an das Schulgelände der Mahora-Schule band. Seither ist es ihr nur noch eingeschränkt möglich, ihre magischen Kräfte einzusetzen. Wegen ihrer vielen Erfahrung im Kampf gegen andere Magier wird sie später, trotz anfänglicher Feindschaft, Negis Lehrerin. Auch wenn sie es nur selten zeigt und ungern zugibt, hat Evangeline auch eine sehr weiche Seite. Überdies hat sie eine kleine Schwäche für Negi. Evangeline spielt gerne Go und ist im Go- und im Teezeremonie-Klub der Schule und hat ihr eigenes Anwesen, eine Villa auf dem Schulgelände, welches sich in Miniaturform in einem Glaskasten befindet und welches man mit Magie betreten kann. Auf jenem Anwesen läuft die Zeit anders als in der realen Welt, weshalb es für Negi und die anderen zum Trainieren geeignet ist und auch genutzt wird.
Chachamaru (Sasamaru) Karakuri (絡繰 茶々丸, Karakuri Chachamaru, Schülerin #10)
Chachamaru ist ein Roboter in Gestalt eines Mädchens. Sie ist durch einen „Puppenvertrag“ an Evangeline gebunden und unterstützt sie mit der einem Roboter eigenen Loyalität. Es wird erwähnt, dass ihr Energiesystem von Evangeline stammt und magisch ist. Es handelt sich um eine Abwandlung ihres Zaubers „Anima Magically“, welchen sie einst nutzte, um ihre Puppen zu „beseelen“. Mit ihrer Hilfe macht sich Evangeline die Wissenschaft zunutze, um ihre Magie zu erweitern. Außerdem ist sie eine gute Nahkämpferin. Chachamaru verkörpert in der Serie den Roboter, der durch die Programmierung Gefühle entwickelt und einem Menschen immer ähnlicher wird. Ihr Körper selbst wird durch das Aufziehen des Schlüssels an ihrem Hinterkopf betrieben, was sie als sehr angenehm empfindet, da es eine Art von Glücksgefühlen bei ihr auslöst, sofern es nicht übertrieben wird. In der Magischen Welt wird sie zu einer von Negis Pactio-Partnerinnen und „beweist“ damit, dass auch sie eine Seele hat.
Ayaka Yukihiro (雪広 あやか, Yukihiro Ayaka, Schülerin #29)
Ayaka ist das „Mädchen aus gutem Hause“. Ihre Familie führt einen erfolgreichen Konzern und ist demzufolge äußerst wohlhabend. Als Klassensprecherin (iinchō) der 3-A versucht sie die Klasse so gut es geht im Zaum zu halten; nicht zuletzt, um auf Negi Eindruck zu schinden. Bekanntermaßen ist es kein Geheimnis, dass Ayaka ihren Klassenlehrer wirklich sehr gernhat. Einerseits sieht sie ihn zwar als einen kleinen Bruder, andererseits wird aber auch regelmäßig deutlich, dass er für sie mehr bedeutet. Nicht umsonst wird sie gerne als pädophil bezeichnet. Ayaka ist sehr klug (Viertbeste ihres Jahrgangs [2002]) und besitzt ein viele Menschen ansprechendes Aussehen, mit dem sie häufig punkten kann. Sie liebt Blumen und hasst Unordnung und Unruhe, obwohl sie nicht selten selbst der Anlass für ebendiese ist. Ihre permanenten Streitereien mit Asuna, ihrer ewigen Rivalin, sorgen nicht selten für ein ordentliches Chaos. Und obwohl die beiden es nie zugeben würden, verbindet sie doch eine sehr enge Freundschaft. Ayaka ist, wenn auf den ersten Blick auch eher grob, eine sehr mitfühlende, aufmerksame und sorgsame Person. Obschon man es ihr nicht ansieht, hatte sie bereits in ihrer Kindheit einen prägend negativen Vorfall: den Tod ihres neugeborenen Bruders.
Sayo Aisaka (Aizaka) (相坂 さよ, Aisaka Sayo, Schülerin #1)
Sayo ist seit 60 Jahren im selben Klassenraum an ihren Sitzplatz gebunden, sie kann sich davon nur ein paar 100 Meter entfernen. Sie ist ein ortsgebundener Geist, sie fürchtet sich Nachts alleine in der Schule und hängt deshalb dann meistens am 24/7-Lebensmittelladen (Combini) herum, der gerade noch in ihrer Reichweite liegt. Später kann sie mithilfe von Hilfsmittel, die sie beseelen kann, Negi und seine Freunde begleiten. Meist hält sie sich dabei in Kazumis Nähe auf, um ihr beim Spionieren durch ihren „geisterhaften“ Vorteil zu helfen.
Kazumi Asakura (朝倉 和美, Asakura Kazumi, Schülerin #3)
Kazumi ist die „Informationsquelle“ der Klasse. Nachdem sie Negis Geheimnis gelüftet hat, entwickelt sie sich zur Informationsbeschafferin der Truppe. Nachdem sie während der Reise in die Magische Welt ebenfalls einen Pactio mit Negi schließt, erhält sie ein Artefakt in Form einer fliegenden Kamera-Formation – ganz ihren Fähigkeiten entsprechend. Sie sitzt in der Klasse neben Sayo Aisaka und ist ihre beste Freundin.
Chisame (Senu) Hasegawa (長谷川 千雨, Hasegawa Chisame, Schülerin #25)
Chisame liebt das unaufgeregte Leben eines einfachen Schulmädchens. Schon die offensichtlich fantastische Zusammensetzung ihrer Klasse verursacht ihr arge Bauchschmerzen. Im Kontrast dazu hat sie sich eine Online-Identität als Chiu, das Internet-Idol, zugelegt, mit der sie sehr erfolgreich ist (Nummer 1 unter den Idolen). Als durch ihre Verstrickung in Negis Abenteuer das Märchenhafte auch in ihren Alltag Einzug zu halten droht, wehrt sie sich zuerst mit Händen und Füßen, ehe sie sich widerstrebend der neuen Realität beugt. Sie versäumt es aber nicht, zu jeder neuen unmöglich scheinenden Begebenheit ihre bissigen Kommentare abzugeben. Chisame wird während der Mahora-Festspiele Negis Partnerin – hauptsächlich, weil sie damit verhindern möchte, dass die Magie allen Menschen bekannt wird und dadurch als selbstverständlich angesehen wird.
Ku-Fei (古 菲, Kū Fei, Schülerin #12)
Ku-Fei ist Meisterin des Kung-Fu und lehrt Negi darin. Ku-Fei unterstützt Negi auch ohne Pactio. Ihre Lieblingsbeschäftigung ist der Kampf gegen „schön viele starke Gegner“, und da kommt sie in Negis Abenteuern voll auf ihre Kosten.
Kaede Nagase (長瀬 楓, Nagase Kaede, Schülerin #20)
Kaede ist eine Ninja-Kriegerin und sieht sich als Beschützerin Negis. Ihre Kampfkraft, die selbst Ku:Nel beeindruckt, macht sie zunächst auch ohne Pactio zu einer wertvollen Verbündeten. Erst auf der Reise in die Magische Welt beschließt auch Kaede, Negis Partnerin zu werden. Sie verfügt über die oft bei Ninjas eingesetzte Fähigkeit, Doppelgänger von sich selbst zu erzeugen und bevorzugt neben einigen anderen Waffen, von denen die meisten Wurfwaffen sind, einen riesigen Shuriken. Da sie ständig trainiert, zeltet sie meistens draußen im Freien.
Chao Lingshen (Tao Rynshen) (超 鈴音, Chao Rinshen, Schülerin #19)
Chao ist die Besitzerin des beliebten Imbissladens „Chao Bao Zi“ und Mitglied des Forscherclubs der Schule. Außerdem stellt sich heraus, dass sie eine Urenkelin von Negi ist und aus der Zukunft vom Mars kommt. Ihren Versuch, durch das Bloßstellen der Magier die Zukunft zu verändern, kann Negi erfolgreich verhindern. Nach seinem Sieg über sie lehnt sie sein Angebot ab, ihren Abschluss an der Schule zu machen und gleich ihm ein Magister Magi zu werden, und kehrt in die Zukunft zurück.
Mana Tatsumiya (龍宮 真名, Tatsumiya Mana, Schülerin #18)
Mana ist eine Virtuosin mit Schusswaffen aller Art, kennt aber auch andere Fernkampftaktiken (z. B. Münzwurf, den sie maschinengewehrartig zwischen ihren Fingern anzuwenden weiß). Sie ist eine Söldnerin und taucht deshalb auch schon mal bei Negis Gegnern auf. Mana war einst selbst Partnerin (Ministra Magi) eines großen Magiers, der aber vor zwei Jahren starb. Sie zeigt Camo-kun sogar die Pactio-Karte, deren Aussehen anzeigt, dass der Partner tot ist. Im Kampf gegen Zazies Zwillingsschwester Poyo offenbart sie durch den vollständigen Einsatz ihrer Kräfte., dass sie eine Halbdämonin (Han'yō) ist.
Zazie Rainyday (ザジ・レイニーデイ, Zaji Reinīdei, Schülerin #31)
Zazie ist eine Dämonin die zu Negis Schülerinnen gehört und ein Zwilling. Wie ihre Schwester Poyo ist sie sehr wortkarg und beherrscht die gewaltige Zauberkraft der Cosmo Entelecheia. Zazie und Poyo sind, so sehr sie sich auch äußerlich gleichen, gemütsmäßig grundverschieden. So akzeptiert Negis Schülerin die Entscheidung ihres Lehrers und lässt ihn ziehen, während ihre Schwester keinerlei Verständnis für dessen eigene Pläne zeigt. Kräftemäßig befinden sie sich in etwa auf Manas Niveau.

### Weitere Charaktere
Nagi Springfield (ナギ・スプリングフィールド, Nagi Supuringufīrudo)
Negis Vater, der „Tausendmeister“, so genannt, weil er angeblich 1000 Zaubersprüche kennt (Camo behauptet, weil er 1000 Partnerinnen gehabt habe, aber das lässt sich nicht bestätigen). Allerdings muss er sie meistens aus einem Notizbuch ablesen, da er selbst nur eine Hand voll Zaubersprüche gelernt hat und dann die Zaubererschule verlassen hat… was ihn nicht daran hindert, tatsächlich der größte Magier zu sein. Er ist seit 10 Jahren verschollen und gilt als tot. Negi allerdings hat ihn vor 6 Jahren kurz getroffen und sucht seitdem nach ihm. Seine unvergleichliche Kraft im Bereich der Kampfzauberei, die auch Negi ausübt wurde bislang nur mit Rakans Mächten verglichen – jedoch auch nur aus seinen eigenen Erzählungen.
Fate Averruncus (フェイト・アーウェルンクス, Feito Āverunkusu)
Negis scheinbar unbesiegbarer Erzfeind. So sehr wie sie sich im Größenverhältnis ähneln, ist Fates magische Kraft um ein Vielfaches größer als die von Negi. Erstmals begegnet er ihm während der Entführung Konokas durch welche ein antiker Golem befreit werden sollte. Dabei demonstrierte er bereits seine Kräfte durch Versteinerung und einen eindeutigen Sieg über Negi, bis er von Evangeline zum Rückzug gezwungen wird. Weiterhin mit seinen Gefolgsleuten Pläne schmiedend, fängt er die Helden bereits am Tor der magischen Welt ab und sorgt mit der Zerstörung von selbigem Portal dafür, dass aller Verdacht auf Negi und seine Schüler fällt, wodurch sie erstmals offiziell als Verbrecher in der magischen Welt angesehen werden. Später dann wird durch Rakans Erzählungen und seine eigenen offensichtlich, dass er sowohl in der Vergangenheit bereits ein Feind des Tausendmeisters war, als auch, dass er selbst nur eine Schachfigur einer viel größeren Macht ist, die sich Negi in den Weg stellt. Bei Fate handelt es sich lediglich um eine von mehreren Averruncus-Versionen, die auf Basis des in der Vergangenheit besiegten Fate geschaffen wurden. Negis hauptsächlicher Widersacher ist „Tertium“, der Averruncus des Steins (Erde), welcher auch ein besonderes Interesse daran hat, den Jungen zu besiegen und dafür sogar den Angriff seiner Ebenbilder, der Averruncus-Ausgaben der anderen Elemente, Quartum (Feuer), Quintum (Luft) und Sextum (Wasser) nicht duldet.
Dynamis (デュナミス, Dyunamisu)
Einer der größten Widersacher Negis und seiner Freunde und zusammen mit Fate Wächter von zwei der drei großen Schlüssel, mit denen die illusionären Erzeugnisse der magischen Welt ausgelöscht werden können. Dynamis ist der letzte Überlebende der Dämonen, die vor 20 Jahren den Krieg gegen den Tausenmeister und die anderen verloren haben und ein einstiger Diener des Magiers des Anfangs. Er nutzt die Macht des Schlüssels und auch seine eigene ganz ähnlich Fate und auch zu jenen selben Zwecken, um das „Paradies“ in ihren Augen zu erschaffen. Doch auch wie sein Gefährte weiß er trotz seiner eigenen, enormen Zauberkraft die Macht seiner Gegner nicht zu unterschätzen und erkennt auch Nodoka aufgrund ihres Bildtagebuches wie Fate selbst schon als eine gefährliche Kontrahentin. Er ist überaus mächtig und verfügt über enorme magische Kräfte, die es nicht möglich machen, ihn auf normale Weise zu bannen, so verlangt es nach erfahreneren Gegnerinnen wie Kaede, um ihm Einhalt zu gebieten, doch gegen seine Magie und Schlagkraft selbst, sowie seiner regenerativen Kräfte, die es praktisch unmöglich machen ihn zu vernichten, kommt nur ein Zauberer mit großen magischen Potenzial wie Negi selbst an. Nichtsdestotrotz ist Dynamis ein Ehrenmann und weiß, wann er den Hut vor seinen Gegnern ziehen muss. Vor allem aber liegt dies daran, dass er viel weiter denkt als diese und einen viel bedeutsameren Sieg im Auge hat.
Der Magier des Anfangs
Der Magier des Anfangs ist der Antagonist und das große Übel in der Welt von Magister Negi Magi. Obwohl er die meiste Zeit der Geschichte über auf seine Wiedererweckung wartet, so lenkt er seine Figuren, um seinen Plan zu vollenden. Eben jene sind es auch, die ihn zu befreien versuchen. Der Magier des Anfangs ist der große Gegner Nagis gewesen, den er seinerzeit scheinbar problemlos besiegt hatte, doch Negi und seinen Freunden wird klar, dass selbst der legendäre Tausendmeister nicht mehr zu tun vermochte, als den Magier so zu schwächen, dass er gerade einmal versiegelt werden konnte.
Jack Rakan (ジャック・ラカン, Jakku Rakan)
Nagis Gefährte und ewiger Rivale vom Team Ala Rubra. Trotz seines eher schlichten Gemüts ist er ein Meister des Kampfes und dazu in der Lage, sich einen Kampfstil durch bloßes „Abschauen“ anzueignen. Weiterhin ist er ein sehr kostspieliger Ratgeber von Negi, der seine Informationen nur zu gerne für ein geradezu obszönes Vermögen zu verkaufen versucht und selbiges mit neuen Kampftechniken macht, so erfindet er auch für Negi den Finishing Move (dt. Endschlag) „Negi-Fieber“. Im Turnier der magischen Welt tritt er im Finale gegen Negi an und liefert sich gegen ihn einen unerbittlichen Kampf, in welchem Negi selbst mit seiner neu gewonnenen, dunklen Magie bis an seine Grenzen stößt. Laut seinen Geschichten ist seine Kraft mit der des Tausendmeisters zu vergleichen, was nach vielen Kämpfen, gegen Schwarzmagier und Kämpfer der anderen Seite eindrucksvoll seinerseits zur Schau gestellt wird – so verzeichnen er und Nagi auch in etwa gleich viele Siege in ihren Kämpfen gegeneinander. Mit seinem Titel Rakan der tausend Klingen ist er in der gesamten magischen Welt berühmt und beweist, dass er sich jenen auch verdient hat, wenn er seine gewaltigen Schwerter mit seiner Pactio-Karte zum Einsatz bringt.
Albireo Imma (アルビレオ・イマ, Arubireo Ima, auch bekannt als Colonel Sanders (Ku:Nel Sanders))
Nagis langjähriger Freund und Mitglied von Ala Rubra sowie der offizielle Sieger von Taos Turnier. Albireo, von seinen Freunden auch „Al“ genannt, wohnt an einem gut versteckten Ort, verborgen im Komplex unter der Schulbibliothek. Er verfügt über ein großes Repertoire gewaltiger Zaubersprüche, wie gravitationsbasierende, welche in Form riesiger Wassersphären in der Nähe seiner Gegner zerplatzen. Weiterhin beherrscht er den Zauber, ein geradezu perfektes Abbild seiner Selbst zu erzeugen, welches er steuern und damit sogar kämpfen kann, während er mit seinem echten Körper in sicherer Entfernung ist. Diese Techniken macht er sich in Taos Turnier zunutze, um sich den Einzug ins Finale mit Negi zu sichern. Wie mächtig er tatsächlich im Vergleich zu seinen Kameraden ist, ist nicht bekannt, aber durch sein Artefakt, mit welchen er die Gedanken der ihm bekannten Personen festhalten kann und durch dessen Einsatz jene Personen von seinem Körper Gebrauch machen können, ist er ein interessanter und hilfreicher Ratgeber für Negi und seine Freunde, so dass er ihm selbst das erste gegenwärtige Wiedersehen mit seinem Vater sichert, indem er die Erinnerungen Nagis mit seinem Körper verschmelzen lässt, und weswegen er sein Artefakt mitunter auch als Letzter Wille bezeichnet. Er ist ein sehr gewitzter Charakter, an dessen androgyner Erscheinung sich selbst nach 15 Jahren Altern nichts verändert hat und dessen Neckereien durch seine leicht anzüglichen Vorlieben und ihren Namen meist Evangeline ins Ziel nehmen und weswegen sie ihn zu gerne auch als perverse Aubergine bezeichnet. Ursprünglich war Albireos erster Auftritt bereits für den zweiten Band des Manga als Bibliothekar geplant, tatsächlich tauchte er dann aber erstmals während des Turniers auf.
Takamichi T. Takahata (高畑・T・タカミチ, Takahata T. Takamichi)
Er war vor Negi der Klassenlehrer der Mädchen. Er gehörte früher zur Gruppe um Nagi Springfield, gehört aber zu den Menschen, die nicht in der Lage sind, Magie zu erlernen. Stattdessen hat er sich auf eine Art Faustkampf verlegt, die auf dem Iai-Stil basiert, um präzise und schnell seinen Gegenüber zu bezwingen, was Negi während eines Turniers schmerzhaft zu spüren bekommt.
Kurt Goedel (クルト・ゲーデル, Kuruto Gēderu)
Der Gouverneur der magischen Welt und einer der Gegenspieler Negis. Als Junge gehörte er zu Ala Rubra, bis er schließlich seinen Dienst in der Regierung angenommen hat. Er versucht Negi für seine Seite und Zwecke zu gewinnen, sowohl auf eine gewaltfreie, als auch -volle Tour. Allerdings scheitert er dabei auch trotz seiner Kendo-Künste und der Überredungs-Fähigkeiten, mit denen er den jungen Erben des Tausendmeisters zu überlisten versucht, um diesem einen Seitenwechsel als „schmackhaft“ erscheinen zu lassen, sowohl durch Negis eigene Erfahrungen, als auch durch die Hilfe seiner Freunde.
Eishun Konoe (近衛 詠春, Konoe Eishun)
Eishun ist der Leiter der Kansai-Magier-Gesellschaft, deren Sitz in Kyoto liegt und der Vater von Konoka. Auch er ist ein Mitglied bei Ala Rubra und ein begabter Kendo-Kämpfer, wenn auch seine Leistungen nicht mit denen Setsunas zu vergleichen sind und er bei Fates erstem Angriff auch dem Versteinerungszauber unterliegt. Was die Altersklasse und das Aussehen betrifft, ist er ganz Asunas Typ.
Gateau Kagura Vandenburg (ガトウ・カグラ・ヴァンデンバーグ, Gatō Kagura fon Vandenbāgu)
Seinerzeit Takamichis Mentor und Mitglied bei Ala Rubra. Er verwendete einen ähnlichen Kampfstil wie sein „Schüler“ und war einer der Beschützer der Prinzessin der magischen Welt – Asuna. Infolge vergangener Ereignisse wurde er tödlich verletzt und erteilte Takamichi die ehrenvolle Aufgabe, über Asuna zu wachen. Er ähnelte auch äußerlich Asunas heimlichem Schwarm sehr und hatte ebenfalls eine Vorliebe fürs Rauchen.
Kotarō Inugami (犬上 小太郎, Inugami Kotarō)
Er ist ein Han'yō, eine Kreuzung aus Mensch und Wolfsdämon. Sein einziger Wunsch ist, seine Kraft mit Negi zu messen. Im Laufe der Serie wechselt er vom Feind zum Freund und wird zum einzigen altersgemäßen Kameraden Negis. Als Lykantrop ist er auch in der Lage sich zu verwandeln und seine Kräfte unerwartet hoch zu steigern, da Ku:Nel während des Turniers damit seine eigene, mögliche Niederlage in Betracht gezogen hat. Außerdem ist Kotaro sehr eng mit Natsumi und Chizuru befreundet.
Nekane Springfield (ネカネ・スプリングフィールド, Nekane Supuringufīrudo)
Nekane ist Negis „Ziehschwester“. Sie ist stets besorgt um ihn und seine Zukunft und hat ihm alles beigebracht, was er an guten Manieren kennt. So auch die Angewohnheit, Frauen gegenüber immer nett zu sein. Sie ist keine wirklich starke Zauberin, doch das hindert sie nicht daran, Negi mit all ihrer Fürsorge zu unterstützen. Asuna erinnert ihn sehr an sie, darum hat er bereits von Anfang an das Bedürfnis, bei ihr zu sein.
Anna „Anya“ Yurievna Cocolova (Kokorova) (アンナ・ユーリエウナ・ココロウァ, Anna Yūrieuna Kokorowa)
Negis Jugendfreundin. Sie macht ebenfalls eine Ausbildung zum Magister Magi. Als sie ihn in Japan besucht, um herauszufinden, warum er in den Sommerferien nicht gleich nach Hause kommt, ist ihr deutlich anzumerken, dass ihr die weibliche Umgebung, in der sich Negi aufhält, alles andere als recht ist.

## Konzeption
Das Grundthema ist anfangs die Schulgeschichte, wechselt dann aber zu einer magie- und actionbetonten Suche nach Negis verschollenem Vater. Der Handlungsstrang um die Suche wird in verschiedene Handlungsbögen aufgeteilt. Die Entwicklung und Beschreibung der beteiligten Personen und ihrer Beziehungen miteinander wird ausführlich geschildert und macht einen großen Teil der Geschichte aus. Dadurch kommt die Hauptgeschichte nur sehr langsam voran. Sie dient eher als roter Faden, der sich durch die ganzen Handlungsbögen zieht.

## Veröffentlichungen
Magister Negi Magi erschien in Japan von Februar 2003 bis März 2012 in Einzelkapiteln im Manga-Magazin Shōnen Magazine des Kodansha-Verlags. Diese Einzelkapitel wurden auch regelmäßig in 38 Tankōbon zusammengefasst.
Magister Negi Magi erscheint unter anderem auch in Frankreich, Italien, Singapur und den USA. Tanoshimi veröffentlicht den Manga in Großbritannien und Glénat in Spanien.
Auf Deutsch erschienen alle 38 Bände von Oktober 2004 bis April 2013 bei Egmont Manga und Anime. Die Übersetzung wurde bei den ersten beiden Bänden von Monika Klinger angefertigt, danach von Jens Altmann. In späteren Auflagen übernahm Jens Altmann auch die Übersetzung der ersten beiden Bände. Ab Band 23 (Oktober 2009) war Antje Bockel für die Übersetzung zuständig.
2013 startete er mit UQ Holder! eine neue Serie mit Negi Springfields Enkel als Protagonisten.

## Anime
Im Mai 2004 wurden in Japan zwei sieben Minuten lange Anime-Kurzfilme gezeigt, die auf dem Manga basieren. Diese wurde vom Studio Xebec unter Regie von Hiroshi Nishikiori und mit dem Charakter-Designer Hatsue Kato produziert.

### Fernsehserie
Studio Xebec produzierte im folgenden Jahr eine Anime-Fernsehserie mit 26 Folgen, bei der Nobuyoshi Habara Regie führte. Das Charakter-Design entwarf Hatsue Kato und die künstlerische Leitung übernahm Yoshimi Umino. Die Serie wurde vom 5. Januar 2005 bis zum 29. Juni 2005 durch den japanischen Fernsehsender TV Tokyo ausgestrahlt.
Die Sender Anime Selects, Colours TV und FUNimation Channel strahlten den Anime auf Englisch aus, HERO TV auf Tagalog. Auf Französisch und Niederländisch erschien die Serie bei Kazé, auf Spanisch bei Alebrije Entertainment. Die komplette Serie ist 2006 in Deutschland, Österreich & der Schweiz beim Anime-Label Anime Virtual auf 6 DVDs erschienen. Im gleichen Jahr erfolgte eine Neuauflage in 3 DVD-Boxen inklusive Sammelkarten. Am 27. November 2009 erfolgte dann eine Wiederveröffentlichung der Serie als Gesamtausgabe.

### OVA
Eine OVA-Staffel mit dem Titel Mahō Sensei Negima! – Shiroki Tsubasa Ala Alba befasst sich mit den Ereignissen nach dem Mahora-Festival bis zum Aufbruch nach Wales zur Magischen Welt (Kapitel 176–183 des Manga). Sie wurden von Shaft und Studio Pastoral produziert und orientieren sich sehr dicht am ursprünglichen Manga. Die drei Folgen der Staffel erschienen vom August 2008 bis zum Februar 2009 und sind derzeit nur in japanischer Sprache erhältlich.
Eine OVA-Staffel mit dem Titel Mahō Sensei Negima! – Mō Hitotsu no Sekai umfasst die Ereignisse zu Beginn der Reise in die Magische Welt. Sie besteht aus fünf Folgen und erschien vom September 2009 bis zum November 2010. Auch diese OVA ist aktuell nur auf Japanisch erhältlich.

### Kinofilm
Am 27. August 2011 kam der etwa eine Stunde lange Kinofilm Gekijōban Mahō Sensei Negima! Anime Final (劇場版 魔法先生ネギま! ANIME FINAL) als Double Feature mit Gekijōban Hayate no Gotoku! Heaven is a Place on Earth in die japanischen Kinosäle. Der Film enthält ein alternatives Ende des Handlungsbogens der „Reise in die Magische Welt“.
Der Film wird in einer erweiterten 76 Minuten langen Fassung auch der am 17. Februar 2012 erscheinenden limitierten Variante des 37. Mangabandes beigelegt sein. Dieser Band hatte trotz seines Preises von knapp 5000 Yen (31 €) etwa 57.000 Vorbestellungen.

### Synchronisation
Die deutsche Synchronfassung der Fernsehserie wurde von Elektrofilm angefertigt.
| Rolle                               | Japanischer Sprecher (Seiyū) | Deutscher Sprecher       |
| ----------------------------------- | ---------------------------- | ------------------------ |
| Negi Springfield                    | Rina Satō                    | Rubina Kuraoka           |
| Sayo Aisaka                         | Yuri Shiratori               | Maria Koschny            |
| Yūna Akashi                         | Madoka Kimura                | Maria Sumner             |
| Kazumi Asakura                      | Ayana Sasagawa               | Jeany Walpuski           |
| Yue Ayase                           | Natsuko Kuwatani             | Catrin Dams              |
| Ako Izumi                           | Kozomi Yamakawa              | Katrina Meyer            |
| Akira Ōkouchi                       | Azumi Yamamoto               |                          |
| Misa Kakizaki                       | Shizuka Itō                  | Julia Meynen             |
| Asuna Kagurazaka                    | Akemi Kanda                  | Tanya Kahana             |
| Misora Kasuga                       | Ai Bandō                     |                          |
| Chachamaru Karakuri                 | Akeno Watanabe               | Annika Desch             |
| Madoka Kugimiya                     | Mami Deguchi                 | Svantje Wascher          |
| Kū Fei                              | Hazuki Tanaka                | Bianca Krahl             |
| Konoka Konoe                        | Ai Nonaka                    | Jill Schulz              |
| Setsuna Sakurazaki                  | Yū Kobayashi                 | Anne Helm                |
| Haruna Saotome                      | Sawa Ishige                  | Ilona Brokowski          |
| Makie Sasaki                        | Yui Horie                    | Sonja Spuhl              |
| Sakurako Shiina                     | Akane Omae                   | Daniela Reidies          |
| Mana Tatsumiya                      | Miho Sakuma                  | Tina Pamina Lorin        |
| Chao Lingshen                       | Chiaki Ōsawa                 | Kathrin Neusser          |
| Kaede Nagase                        | Ryōko Shiraishi              | Ann Vielhaben            |
| Chizuru Naba                        | Misa Kobayashi               | Anja Rybiczka            |
| Fuka Narutaki                       | Kimiko Koyama                | Susanne Kaps             |
| Fumika Narutaki                     | Mari Kanō                    | Anna Predleus            |
| Satomi Hakase                       | Mai Kadowaki                 |                          |
| Satsuki Yotsuba                     | Naomi Inoue                  | Gabriele Schramm-Phillip |
| Chisame Hasegawa                    | Yumi Shimura                 | Sabine Winterfeldt       |
| Evangeline Athanasia Kitty McDowell | Yuki Matsuoka                | Diana Borgwardt          |
| Nodoka Miyazaki                     | Mamiko Noto                  | Millie Forsberg          |
| Natsumi Murakami                    | Mai Aizawa                   | Gabriele Schramm-Phillip |
| Ayaka Yukihiro                      | Junko Minagawa               | Magdalena Turba          |
| Zazie Rainyday                      | Yuka Inokuchi                |                          |
| Takamichi T. Takahata               | Norihiro Inoue               | Thomas Nero Wolff        |
| Seruhiko-Sensei                     | Kikuko Inoue                 |                          |
| Seruhiko-Sensei                     | Minoru Shiraishi             |                          |
| Konoemon Konoe                      | Mahito Tsujimura             |                          |
| Nagi Springfield                    | Takehito Koyasu              | Olaf Reichmann           |
| Nekane Springfield                  | Masami Suzuki                | Cathlen Gawlich          |
| Anya                                | Ryō Hirohashi                | Wicki Kalaitzi           |
| Camo                                | Masashi Yabe                 | Gerald Schaale           |
| Chigusa Amagasaki                   | Nanaho Katsuragi             |                          |
| Tsukuyomi                           | Hiromi Tsunakake             |                          |
| Fate Averruncus                     | Akira Ishida                 |                          |
| Chachazero                          | Yōko Teppōzuka               |                          |

### Musik
Die Musik der beiden Kurzfilme wurde komponiert von Shinkichi Mitsumune, wie auch die der Serie. Für die Serie verwendete man für den Vorspann den Titel Happy Material. Dieser wurde immer wieder von anderen Sängerinnen interpretiert, zuletzt von allen Sprechern der Schulklasse.
Für die Abspanne verwendete man:
- Kagayaku Kimi e von Akemi Kanda, Ai Nonaka, Mamiko Noto und Yu Kobayashi
- Shisho to Nayameru Otomegumi von Ayana Sasagawa, Natsuko Kuwatani, Akeno Watanabe, Hazuki Tanaka und Yuki Matsuoka
- Happy Material – Acoustic ver. von Instrumental
- Kagayaku Kimi e ~ Peace von den Sprechern der Klasse 2-A

Der Vorspann der OVA Haru wurde unterlegt mit Yume * Minnade! (夢☆みんなで!) von Akemi Kanda und Rina Satō, der Abspann mit Ohayō (おはよう!) von Akemi Kanda. Der Vorspanntitel der OVA Natsu ist Love☆Sensation (らぶ☆センセーション) von Rina Satō, Akemi Kanda und Ai Nonaka. Das Abspannlied ist Magical Happiness☆ (マジカルハピネス☆) von Mamiko Noto.

## Realverfilmung
Vom 3. Oktober 2007 bis zum 26. März 2008 wurde durch TV Tokyo ein Realverfilmung des Mangas als Fernsehserie ausgestrahlt. Die 26. Folge der Serie wurde nicht ausgestrahlt, sondern im Internet veröffentlicht. Die Serie erschien auch auf DVD.
Bei der Serie führten Kazuya Konaka, Masayuki Hara, Mitsuo Abe und Ryu Kaneda Regie. Für den Vorspann verwendete man mehrere Versionen des Titels Pink Generation, für den Abspann die Lieder:
- Tsuyoku Naare (つよくな－れ) von Sara Wakatsuki, Hiroko Matsunaga, Haruki Ichikawa
- Ai no Shisha wa Itsutsu Hoshi! (愛の使者は5つ星) von Sara Wakatsuki, Yuri Kawase, Ami Ohse, Yūna Arai, Sari Okamoto * Move On! von Yuri Kawase, Natsuko Asō, Rei Ohtsuka
- Yuuki no Aji! (ユウキノアジ!) von pRythme
- kizuna von pRythme
- Endless Sky von A x K